# Кубок СССР по современному пятиборью 1976
Кубок СССР по современному пятиборью среди мужчин проводился в городе Львов с 3 по 8 апреля 1976 года.
Турнир проводился в лично-командном регламенте. В командном первенстве участвовали 8 лучших команд союзных республик и 6 зарубежных команд (Венгрия, Чехословакия, Польша, Румыния, Канада и Финляндия). Всего на старт вышли 66 пятиборцев. Лидер советских пятиборцев львовянин Павел Леднев не смог принять участие на своём домашнем турнире из-за болезни.

## Кубок СССР. Мужчины. Личное первенство
| Дисциплина        | Золото                                                  | Серебро                                                 | Бронза                                                         |
| Личное первенство | Владимир Шмелёв · Московская область · Вооруженные Силы | Леонид Иванов · Украинская ССР Львов · Вооруженные Силы | Валентин Чулаевский · Белорусская ССР Минск · «Красная Звезда» |

- Итоговые результаты.

| Место | Спортсмен           | Республика, город, спортивное общество | Сумма очков |
| ----- | ------------------- | -------------------------------------- | ----------- |
| 1.    | В. Шмелев           | Московская область, Вооруженные Силы   | 5398        |
| 2.    | Леонид Иванов       | Львов, Вооруженные Силы                | 5292        |
| 3.    | Валентин Чулаевский | Минск, «Красная Звезда»                | 5266        |

## Командное первенство. Победитель и призёры.
| Дисциплина           | Золото         | Серебро          | Бронза            |
| Командное первенство | РСФСР · 15 319 | Венгрия · 15 269 | Москва-1 · 15 001 |